# Uramoto Masashi
Masashi Uramoto (sinh ngày 11 tháng 10 năm 1981) là một cầu thủ bóng đá người Nhật Bản.

## Sự nghiệp câu lạc bộ
Masashi Uramoto đã từng chơi cho Avispa Fukuoka.